# Abierto de Australia 1997
Lista de los campeones del Abierto de Australia de 1997:

## Individual masculino
Pete Sampras (USA) d. Carlos Moyá (ESP), 6-2, 6-3, 6-3

## Individual femenino
Martina Hingis (SUI) d. Mary Pierce (FRA), 6-2, 6-2

## Dobles masculino
Todd Woodbridge/Mark Woodforde (AUS)

## Dobles femenino
Martina Hingis (SUI)/Natasha Zvereva (BLR)

## Dobles mixto
Manon Bollegraf (NED)/Rick Leach (USA)
| Predecesor: 1996                           | Abierto de Australia 1997 | Sucesor: 1998                         |
| Predecesor: Abierto de Estados Unidos 1996 | Grand Slam 1997           | Sucesor: Torneo de Roland Garros 1997 |

- Datos: Q472904